# Line Mary
Line Mary (Troyes, 6 de febrero de 1972-Burdeos, 19 de noviembre de 2011) fue una deportista francesa que compitió en halterofilia. Ganó cuatro medallas de bronce en el Campeonato Europeo de Halterofilia entre los años 1991 y 1995.

## Palmarés internacional
| Campeonato Europeo | Campeonato Europeo  | Campeonato Europeo | Campeonato Europeo |
| Año                | Lugar               | Medalla            | Categoría          |
| ------------------ | ------------------- | ------------------ | ------------------ |
| 1991               | Varna (Bulgaria)    | Medalla de bronce  | 75 kg              |
| 1992               | Loures (Portugal)   | Medalla de bronce  | 82,5 kg            |
| 1993               | Valencia (España)   | Medalla de bronce  | 83 kg              |
| 1995               | Beer Sheva (Israel) | Medalla de bronce  | 83 kg              |